# Werner Michaelsen
Werner Michaelsen (* 6. Januar 1937 in Neu Sankt Jürgen; † 26. Juli 2019 in Bremen) war ein deutscher Theaterschauspieler und -regisseur.

## Biografie
Michaelsen erhielt seine Ausbildung an der Schauspielschule in Bremen. Des Weiteren nahm er Schauspielunterricht bei Dorothea Constanz vom Oldenburger Staatstheater. Michaelsen spielte in über zweihundert Rollen, unter anderen für das Fernsehen in Kümo Henriette, St.Pauli Landungsbrücken und Die Gerichtsreporterin, sowie auf der Bühne u. a. in Feuer an Bord oder als Matten in Meister Anecker. Er war von 1979 bis 1997 künstlerischer Leiter der Freilichtbühne Lohne, von 1985 bis 1991 der Freilichtbühne Lilienthal, sowie von 1993 bis 2007 beim peb- plattdeutsches ensemble bremen. Seit 1974 führte er Regie in über 130 Stücken. Dazu war er unter anderem tätig für das Waldau Theater in Bremen, das Bremer Schauspielhaus, die Freilichtbühnen Lohne und Lilienthal, die Niederdeutsche Bühne Brake, Tourneetheater Ruge und das Stadttheater Bremerhaven.
Michaelsen lebte in Bremen.

## Regiearbeiten (Auswahl)
- 1980: Ein niederdeutscher „Jedermann“ zur 1000-Jahr-Feier der Stadt Lohne, Freilichtbühne Lohne
- 1980: Viola,  Waldau Theater, ehemaliges Niederdeutsche Theater Bremen / Aufzeichnung durch Radio Bremen / TV
- 1991: Das Auge – Johann Hieronymus Schroeter, Freilichtbühne Lilienthal
- 1993: Marie Christine, Bremer Schauspielhaus, gesendet auf 3sat und N3
- 1997: Pippi Langstrumpf, Freilichtbühne in Lohne.
- 1998: Brommy – Die Freiheit der Meere, Theater am Strom
- 2008: Ganze Kerle – Keerls döör un döör, Erstaufführung an der Niederdeutschen Bühne Brake[1]
- 2010:  Amaretto von Ingo Sax,  Niederdeutsche Bühne am Stadttheater Bremerhaven.
- 2011: Boeing-Boeing, inszeniert im Kleinen Haus des Bremerhavener Stadttheater.
- 2012: Wasser marsch! – Showdown im Spritzenhaus, Komödie für das Tourneetheater Ruge[2].
- 2017: Männer im Sex(chs)erpack, Komödie für das Tourneetheater-Ruge